# 2663 Miltiades
2663 Miltiades је астероид главног астероидног појаса са средњом удаљеношћу од Сунца која износи 2,233 астрономских јединица (АЈ).
Апсолутна магнитуда астероида је 14,0.